# 村野健太郎
村野 健太郎（むらの けんたろう、1946年 - ）は、日本の環境学者、理学博士。法政大学生命科学部環境応用化学科元教授。酸性雨や大気汚染などを専門とする。鹿児島県鹿児島市出身。

## 略歴
- 1962年4月 - 1965年3月 鹿児島県立甲南高等学校卒業（在校中の所属部活動は化学部）[3]。
- 1965年4月 - 1969年3月 横浜国立大学工学部応用化学科卒業[2]。
- 1969年4月 - 1971年3月 東京大学大学院理学系研究科化学 修士課程修了[2]。
- 1971年4月 - 1974年3月 東京大学大学院理学系研究科化学 博士課程修了[2]。※1975年修了の記述もあり[1]。
- 1976年8月 - 1990年6月 国立公害研究所（現・国立環境研究所）大気環境部研究員[2]。
- 1990年7月 - 2008年3月 国立環境研究所地球環境研究グループ酸性雨研究チーム主任研究員（2004年 - 総合研究官）[1][2]。
- 2008年4月 - 2017年3月 法政大学生命科学部環境応用化学科教授[2][4]。

## 研究テーマ
2017年3月時点
- 酸性雨の化学分析による大気汚染メカニズムの解明
- 大気中のガス・粒子状物質の観測による物質循環の解明
- 同位体比測定による大陸からの越境大気汚染の解明

## 所属学会
2017年5月時点
- 大気環境学会
- 日本エアロゾル学会
- 環境科学会
- 日本分析化学会
- 日本化学会